# 74. Primetime Emmy-gála
A 74. Primetime Emmy-gála során a 2021 és 2022 között főműsoridőben bemutatott, amerikai televíziós programokat értékelték. A jelölteket az Academy of Television Arts & Sciences választotta ki. A Los Angeles-i Microsoft Theaterben tartott ceremóniát az NBC és a Peacock adta le 2022. szeptember 12-én A műsor házigazdája Kenan Thompson volt. A jelöltek listáját J. B. Smoove és Melissa Fumero jelentették be egy virtuális műsor során 2022. július 12-én.
A gálát 5.92 millióan követték figyelemmel, ami 19%-os csökkenés az előző évihez képest.

## Győztesek és jelöltek
A nyertesek félkövérrel jelölve.

### Műsorok
| Legjobb vígjátéksorozat | Legjobb drámasorozat |
| --- | --- |
| - Ted Lasso (Apple TV+) - Abbott Általános Iskola (ABC) - Barry (HBO) - Félig üres (HBO) - Hacks - A pénz beszél (HBO Max) - A káprázatos Mrs. Maisel (Prime Video) - Gyilkos a házban (Hulu) - Hétköznapi vámpírok – A sorozat (FX) | - Utódlás (HBO) - Better Call Saul (AMC) - Eufória (HBO) - Ozark (Netflix) - Különválás (Apple TV+) - Nyerd meg az életed (Netflix) - Stranger Things (Netflix) - Túlélőjátszma (Showtime)                |
| Legjobb minisorozat | Legjobb vetélkedő |
| - A Fehér Lótusz (HBO) - Dopesick (Hulu) - A kibukott (Hulu) - Az örökösnő álarca mögött (Netflix) - Pam és Tommy (Hulu) | - Lizzo's Watch Out for the Big Grrrls (Prime Video) - Versenyfutás a világ körül (CBS) - Ezt jól kisütöttük! (Netflix) - RuPaul – Drag Queen leszek! (VH1) - Szakácsok gyöngye (Bravo) - The Voice (NBC) |
| Legjobb varieté beszélgetős műsor | Legjobb varieté szkeccssorozat |
| - John Oliver-show az elmúlt hét híreiről (HBO) - The Daily Show with Trevor Noah (Comedy Central) - Jimmy Kimmel Live! (ABC) - Late Night with Seth Meyers (NBC) - The Late Show with Stephen Colbert (CBS)                         | - Saturday Night Live (NBC) - Fekete hölgyek szkeccs showja (HBO) |

### Színészek

#### Főszereplők
| Legjobb férfi főszereplő (vígjátéksorozat) | Legjobb női főszereplő (vígjátéksorozat) |
| --- | --- |
| - Jason Sudeikis – Ted Lasso (Ted Lasso) (Apple TV+) - Donald Glover – Atlanta (Earn) (FX) - Bill Hader – Barry (Barry Berkman / Barry Block) (HBO) - Nicholas Hoult – Nagy Katalin – A kezdetek (III. Péter / Yemelyan Pugachev) (Hulu) - Steve Martin – Gyilkos a házban (Charles-Haden Savage) (Hulu) - Martin Short – Gyilkos a házban (Oliver Putnam) (Hulu)                       | - Jean Smart – Hacks - A pénz beszél (Deborah Vance) (HBO Max) - Rachel Brosnahan – A káprázatos Mrs. Maisel (Miriam "Midge" Maisel) (Prime Video) - Quinta Brunson – Abbott Általános Iskola (Janine Teagues) (ABC) - Kaley Cuoco – A légikísérő (Cassie Bowden) (HBO Max) - Elle Fanning – Nagy Katalin – A kezdetek (II. Katalin orosz cárnő) (Hulu) - Issa Rae – Bizonytalan (Issa) (HBO) |
| Legjobb férfi főszereplő (drámasorozat) | Legjobb női főszereplő (drámasorozat) |
| - I Dzsongdzse – Nyerd meg az életed (Seong Gi-hun) (Netflix) - Jason Bateman – Ozark (Marty Byrde) (Netflix) - Brian Cox – Utódlás (Logan Roy) (HBO) - Bob Odenkirk – Better Call Saul (Jimmy McGill / Saul Goodman) (AMC) - Adam Scott – Különválás (Mark Scout) (Apple TV+) - Jeremy Strong – Utódlás (Kendall Roy) (HBO)                                                            | - Zendaya – Eufória (Rue Bennett) (HBO) - Jodie Comer – Megszállottak viadala (Villanelle) (BBC America) - Laura Linney – Ozark (Wendy Byrde) (Netflix) - Melanie Lynskey – Túlélőjátszma (Shauna) (Showtime) - Sandra Oh – Megszállottak viadala (Eve Polastri) (BBC America) - Reese Witherspoon – The Morning Show (Bradley Jackson) (Apple TV+)                                           |
| Legjobb férfi főszereplő (minisorozat, antológiasorozat vagy tévéfilm) | Legjobb női főszereplő (minisorozat, antológiasorozat vagy tévéfilm) |
| - Michael Keaton – Dopesick (Dr. Samuel Finnix) (Hulu) - Colin Firth – Az utolsó lépcsőfok (Michael Peterson) (HBO Max) - Andrew Garfield – Under the Banner of Heaven (Detective Jeb Pyre) (FX on Hulu) - Oscar Isaac – Jelenetek egy házasságból (Jonathan) (HBO) - Himesh Patel – Tizenegyes állomás (Jeevan Chaudhary) (HBO Max) - Sebastian Stan – Pam és Tommy (Tommy Lee) (Hulu) | - Amanda Seyfried – A kibukott (Elizabeth Holmes) (Hulu) - Toni Collette – Az utolsó lépcsőfok (Kathleen Peterson) (HBO Max) - Julia Garner – Az örökösnő álarca mögött (Anna Delvey) (Netflix) - Lily James – Pam és Tommy (Pamela Anderson) (Hulu) - Sarah Paulson – Impeachment: American Crime Story (Linda Tripp) (FX) - Margaret Qualley – Egy szobalány vallomása (Alex) (Netflix)     |

#### Mellékszereplők
| Legjobb férfi mellékszereplő (vígjátéksorozat) | Legjobb női mellékszereplő (vígjátéksorozat) |
| --- | --- |
| - Brett Goldstein – Ted Lasso (Roy Kent) (Apple TV+) - Anthony Carrigan – Barry (NoHo Hank) (HBO) - Toheeb Jimoh – Ted Lasso (Sam Obisanya) (Apple TV+) - Nick Mohammed – Ted Lasso (Nathan Shelley) (Apple TV+) - Tony Shalhoub – A káprázatos Mrs. Maisel (Abe Weissman) (Prime Video) - Tyler James Williams – Abbott Általános Iskola (Gregory Eddie) (ABC) - Henry Winkler – Barry (Gene Cousineau) (HBO) - Bowen Yang – Saturday Night Live (További szereplők) (NBC) | - Sheryl Lee Ralph – Abbott Általános Iskola (Barbara Howard) (ABC) - Alex Borstein – A káprázatos Mrs. Maisel (Susie Myerson) (Prime Video) - Hannah Einbinder – Hacks - A pénz beszél (Ava Daniels) (HBO Max) - Janelle James – Abbott Általános Iskola (Ava Coleman) (ABC) - Kate McKinnon – Saturday Night Live (További szereplők) (NBC) - Sarah Niles – Ted Lasso (Dr. Sharon Fieldstone) (Apple TV+) - Juno Temple – Ted Lasso (Keeley Jones) (Apple TV+) - Hannah Waddingham – Ted Lasso (Rebecca Welton) (Apple TV+) |
| Legjobb férfi mellékszereplő (drámasorozat) | Legjobb női mellékszereplő (drámasorozat) |
| - Matthew Macfadyen – Utódlás (Tom Wambsgans) (HBO) - Nicholas Braun – Utódlás (Greg Hirsch) (HBO) - Billy Crudup – The Morning Show (Cory Ellison) (Apple TV+) - Kieran Culkin – Utódlás (Roman Roy) (HBO) - O Yeong-su – Nyerd meg az életed (Oh Il-nam) (Netflix) - Park Hae-soo – Nyerd meg az életed (Cho Sang-woo) (Netflix) - John Turturro – Különválás (Irving Bailiff) (Apple TV+) - Christopher Walken – Különválás (Burt Goodman) (Apple TV+)                   | - Julia Garner – Ozark (Ruth Langmore) (Netflix) - Patricia Arquette – Különválás (Harmony Cobel) (Apple TV+) - HoYeon Jung – Nyerd meg az életed (Kang Sae-byeok) (Netflix) - Christina Ricci – Túlélőjátszma (Misty) (Showtime) - Rhea Seehorn – Better Call Saul (Kim Wexler) (AMC) - J. Smith-Cameron – Utódlás (Gerri Kellman) (HBO) - Sarah Snook – Utódlás (Shiv Roy) (HBO) - Sydney Sweeney – Eufória (Cassie) (HBO)                                                                                                  |
| Legjobb férfi mellékszereplő (minisorozat, antológiasorozat vagy tévéfilm) | Legjobb női mellékszereplő (minisorozat, antológiasorozat vagy tévéfilm) |
| - Murray Bartlett – A Fehér Lótusz (Armond) (HBO) - Jake Lacy – A Fehér Lótusz (Shane Patton) (HBO) - Will Poulter – Dopesick (Billy Cutler) (Hulu) - Seth Rogen – Pam és Tommy (Rand Gauthier) (Hulu) - Peter Sarsgaard – Dopesick (Rick Mountcastle) (Hulu) - Michael Stuhlbarg – Dopesick (Richard Sackler) (Hulu) - Steve Zahn – A Fehér Lótusz (Mark Mossbacher) (HBO)                                                                                                 | - Jennifer Coolidge – A Fehér Lótusz (Tanya) (HBO) - Connie Britton – A Fehér Lótusz (Nicole Mossbacher) (HBO) - Alexandra Daddario – A Fehér Lótusz (Rachel Patton) (HBO) - Kaitlyn Dever – Dopesick (Betsy Mallum) (Hulu) - Natasha Rothwell – A Fehér Lótusz (Belinda) (HBO) - Sydney Sweeney – A Fehér Lótusz (Olivia Mossbacher) (HBO) - Mare Winningham – Dopesick (Diane Mallum) (Hulu) |

### Rendezők
| Legjobb rendező (vígjátéksorozat) | Legjobb rendező (drámasorozat) |
| --- | --- |
| - Ted Lasso (Epizód: "No Weddings and a Funeral") – MJ Delaney (Apple TV+) - Atlanta (Epizód: "New Jazz)" – Hiro Murai (FX) - Barry (Epizód: "710N") – Bill Hader (HBO) - Hacks - A pénz beszél (Epizód: "Vér fog folyni") – Lucia Aniello (HBO Max) - The Ms. Pat Show (Epizód: "Baby Daddy Groundhog Day") – Mary Lou Belli (BET+) - Gyilkos a házban (Epizód: "A fiú a 6B-ből") – Cherien Dabis (Hulu) - Gyilkos a házban (Epizód: "True Crime") – Jamie Babbit (Hulu) | - Nyerd meg az életed (Epizód: "Piros lámpa, zöld lámpa") – Hwang Dong-hyuk (Netflix) - Ozark (Epizód: "A Hard Way to Go") – Jason Bateman (Netflix) - Különválás (Epizód: "A mi, ami vagyunk") – Ben Stiller (Apple TV+) - Utódlás (Epizód: "All the Bells Say") – Mark Mylod (HBO) - Utódlás (Epizód: "The Disruption") – Cathy Yan (HBO) - Utódlás (Epizód: "Too Much Birthday") – Lorene Scafaria (HBO) - Túlélőjátszma (Epizód: "Pilot"( – Karyn Kusama (Showtime) |
| Legjobb rendező (minisorozat, antológiasorozat vagy tévéfilm) | |
| - A Fehér Lótusz – Mike White (HBO) - Dopesick (Epizód: "The People vs. Purdue Pharma") – Danny Strong (Hulu) - A kibukott (Epizód: "Green Juice") – Michael Showalter (Hulu) - A kibukott (Epizód: "Iron Sisters") – Francesca Gregorini (Hulu) - Egy szobalány vallomása (Epizód: "Sky Blue") – John Wells (Netflix) - Tizenegyes állomás (Epizód: "Wheel of Fire") – Hiro Murai (HBO Max)                                                                              | |

### Forgatókönyvírók
| Legjobb forgatókönyv (vígjátéksorozat) | Legjobb forgatókönyv (drámasorozat) |
| --- | --- |
| - Abbott Általános Iskola (Epizód: "Próbaepizód") – Quinta Brunson (ABC) - Barry (Epizód: "710N") – Duffy Boudreau (HBO) - Barry (Epizód: "starting now") – Alec Berg, Bill Hader (HBO) - Hacks - A pénz beszél (Epizód: "Az egyetlen") – Lucia Aniello, Paul W. Downs, Jen Statsky (HBO Max) - Gyilkos a házban (Epizód: "True Crime") – Steve Martin, John Hoffman (Hulu) - Ted Lasso (Epizód: "No Weddings and a Funeral") – Jane Becker (Apple TV+) - Hétköznapi vámpírok – A sorozat (Epizód: "The Casino") – Sarah Naftalis (FX) - Hétköznapi vámpírok – A sorozat (Epizód: "The Wellness Center") – Stefani Robinson (FX) | - Utódlás (Epizód: "All the Bells Say") – Jesse Armstrong (HBO) - Better Call Saul (Epizód: "Terv és végrehajtás") – Thomas Schnauz (AMC) - Ozark (Epizód: "A Hard Way to Go") – Chris Mundy (Netflix) - Különválás (Epizód: "A mi, ami vagyunk") – Dan Erickson (Apple TV+) - Nyerd meg az életed (Epizód: "Egy szerencsés nap") – Hwang Dong-hyuk (Netflix) - Túlélőjátszma (Epizód: "F Sharp") – Jonathan Lisco, Ashley Lyle, Bart Nickerson (Showtime) - Yellowjackets (Epizód: "Pilot") – Ashley Lyle, Bart Nickerson (Showtime) |
| Legjobb forgatókönyv (minisorozat vagy tévéfilm) | Legjobb forgatókönyv (varietésorozat) |
| - A Fehér Lótusz – Mike White (HBO) - Dopesick (Epizód: "The People vs. Purdue Pharma") – Danny Strong (Hulu) - A kibukott (Epizód: "I'm in a Hurry") – Elizabeth Meriwether (Hulu) - Impeachment: American Crime Story (Epizód: "Man Handled") – Sarah Burgess (FX) - Egy szobalány vallomása (Epizód: "Snaps") – Molly Smith Metzler (Netflix) - Tizenegyes állomás (Epizód: "Unbroken Circle") – Patrick Somerville (HBO Max) | - Jerrod Carmichael: Rothaniel – Jerrod Carmichael (HBO) - Ali Wong: Don Wong – Ali Wong (Netflix) - The Daily Show with Trevor Noah Presents: Jordan Klepper Fingers the Globe – Hungary for Democracy – Ian Berger, Devin Delliquanti, Jennifer Flanz, Jordan Klepper, Zhubin Parang, Scott Sherman (Comedy Central) - Nicole Byer: BBW (Big Beautiful Weirdo) – Nicole Byer (Netflix) - Norm MacDonald: Nothing Special – Norm MacDonald (Netflix) (posztumusz)                                                                    |

## Műsorvezetők
A gálán az alábbi műsorvezetők működtek közre:
- Oprah Winfrey
- Jean Smart
- Hannah Einbinder
- Sofía Vergara
- Kerry Washington
- Gael García Bernal
- Amy Poehler
- Seth Meyers
- Lizzo
- I Dzsongdzse
- HoYeon Jung
- Selena Gomez
- Chris O’Donnell
- Martin Short
- Chandra Wilson
- Freddie Highmore
- Chris O’Donnell
- Shemar Moore
- Markella Kavenagh
- Ismael Cruz Córdova
- Sarah Paulson
- Shonda Rhimes
- Diego Luna
- Rosario Dawson
- Mindy Kaling
- B. J. Novak
- Natalie Zea
- Anthony Anderson
- Mariska Hargitay
- Christopher Meloni
- Will Arnett
- Jimmy Kimmel
- Ayo Edebiri
- Jeremy Allen White
- Kelly Clarkson
- Regina Hall
- Molly Shannong
- Vanessa Bayer
- Taron Egerton
- Paul Walter Hauser
- Angela Bassett
- Ariana DeBose
- Juliette Lewis
- RuPaul
- Pete Davidson
- Selma Blair

## In Memoriam
A gála "in memoriam" szegmense az alábbi elhunyt személyekről emlékezett meg:
- Betty White
- David Warner
- Emilio Delgado
- Peter Scolari
- Yoko Shimada
- Burt Metcalfe
- Jay Sandrich
- George Yanok
- John Bowman
- Jak Knight
- Dwayne Hickman
- Tony Dow
- Roger E. Mosley
- Howard Hesseman
- Lisa R. Anderson
- Amy Lin Johnson
- Charles Cappleman
- Mercedes Leanza
- Marc Pilcher
- Tony Walton
- Willie Garson
- Robert Morse
- Bernard Shaw
- Larry Sellers
- Marilyn Bergman
- David A. Arnold
- George Shapiro
- Estelle Harris
- Liz Sheridan
- John Madden
- Vin Scully
- Nichelle Nichols
- Bob Saget
- James Caan
- Gilbert Gottfried
- Cheslie Kryst
- Dean Stockwell
- Tony Sirico
- Jean-Marc Vallée
- Michael Nesmith
- Louie Anderson
- Anne Heche
- Paul Sorvino
- Ray Liotta
- Sidney Poitier

## Fordítás
- Ez a szócikk részben vagy egészben  a(z)   74th Primetime Emmy Awards című angol Wikipédia-szócikk fordításán alapul.  Az eredeti cikk szerkesztőit annak laptörténete sorolja fel. Ez a jelzés csupán a megfogalmazás eredetét és a szerzői jogokat jelzi, nem szolgál a cikkben szereplő információk forrásmegjelöléseként.